# Charles Gaillardot

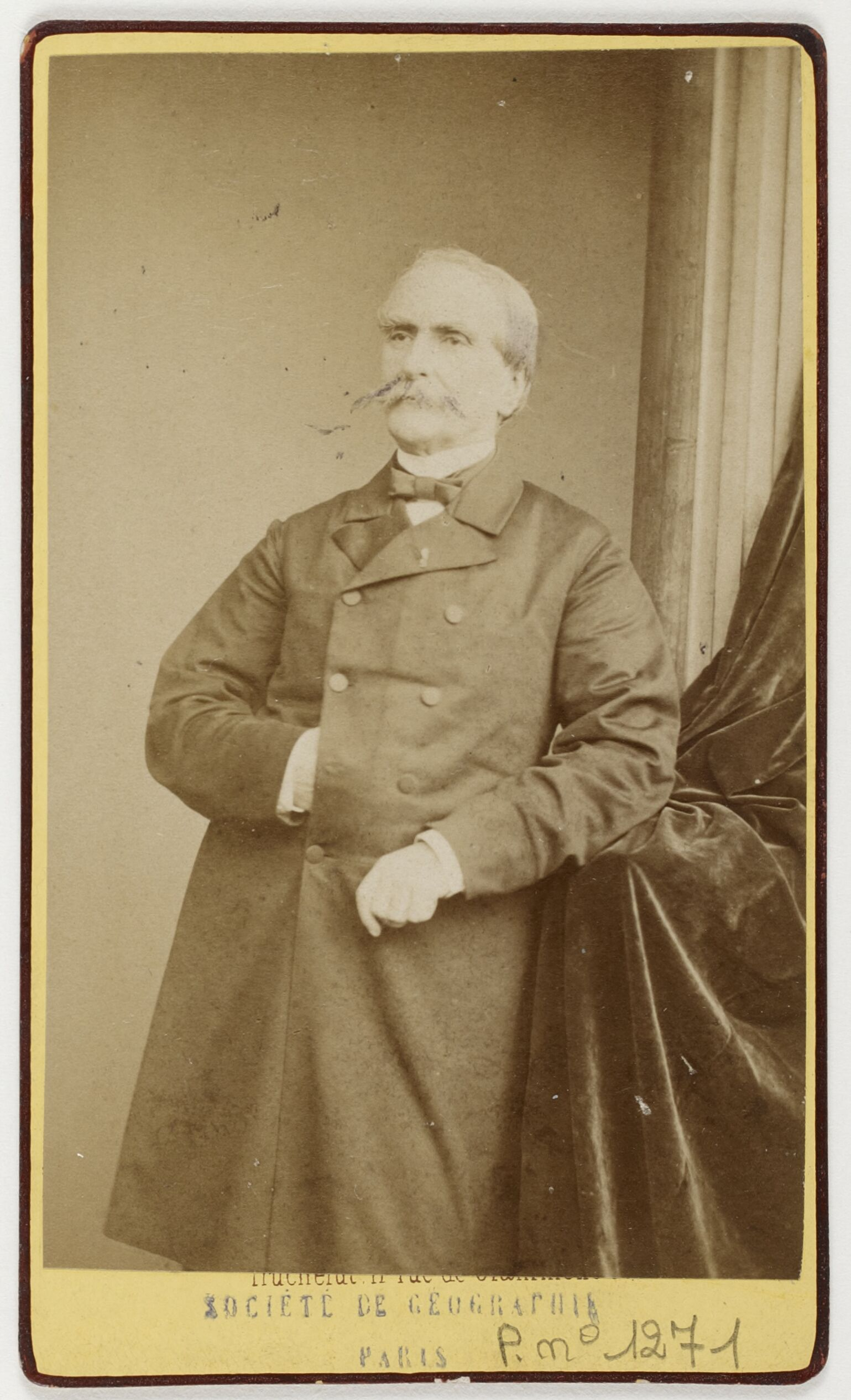
Joseph Arnould Charles Gaillardot

Joseph Arnaud Charles Gaillardot (Lunéville, 20 settembre 1814 – Bhamdoun, 17 agosto 1883) è stato un botanico e medico francese.

## Biografia
Nel 1837 è stato nominato professore di storia naturale presso la scuola di medicina del Il Cairo, e più tardi, ha trascorso più di venti anni come medico in un ospedale militare a Sidone. Nel 1863 è diventato uno specialista di salute ad Alessandria, poi nel 1875 è stato nominato direttore della scuola di medicina del Il Cairo.
Oltre alle sue funzioni mediche, ha condotto ricerche botaniche, zoologiche, geologiche e archeologiche in Egitto e nel Medio Oriente. Il genere di lumaca Gaillardotia (Bourguignat 1877; famiglia Neritidae) è stata chiamata in suo onore, così come le specie con epiteto di gaillardotii. Nel 1854 entra a far parte della Société Botanique de France.